# Menonvillea spathulata
Menonvillea spathulata är en korsblommig växtart som först beskrevs av John Gillies och William Jackson Hooker, och fick sitt nu gällande namn av Reed Clark Rollins. Menonvillea spathulata ingår i släktet Menonvillea och familjen korsblommiga växter. Inga underarter finns listade i Catalogue of Life.